# Arthur Ciaramicoli
Arthur P. Ciaramicoli ist ein in Boston lebender inzwischen niedergelassener amerikanischer klinischer Psychologe, der von 2000 bis 2005 als Dozent an der Psychologischen Fakultät der Harvard Medical School tätig war.
Ciaramicoli ist mit Publikationen über die Behandlung von Suchterkrankungen und dem Begriff Empathie sowie mit diversen Fernsehauftritten, z. B. in der Paula Gordon Show, bekannt geworden ist. Sein Werk über die Empathie (The Power of Empathy) aus dem Jahr 2000 wurde in sieben Sprachen übersetzt. Die deutsche Übersetzung Der Empathie-Faktor ist 2001 im Deutscher Taschenbuch Verlag erschienen. Im Wesentlichen hat Ciaramicoli den Empathiebegriff von Heinz Kohut weiterentwickelt, indem er Empathie als die Fähigkeit definiert, die Gedanken und Gefühle eines anderen Menschen zu verstehen. Er unterscheidet eine authentische Empathie, die dauerhaft tragfähige Bindungen aufbaut, von einer funktionalen Empathie, die manipulative bzw. ausbeuterische Ziele verfolgt. Der Missbrauch kann unterschiedliche Ausmaße haben, von leichten Formen wie sie in der Werbepsychologie in Erscheinung treten bis hin zu sadistischen Formen bei der Folter.

## Veröffentlichungen
- The Power of Empathy. Dutton Adult Verlag, New York 2000
  - Deutsche Ausgabe: Der Empathie-Faktor: Mitgefühl, Toleranz, Verständnis. Übersetzt von Elfriede Peschel. Deutscher Taschenbuch Verlag, München 2001, ISBN 978-3-423-24245-5.